# Stawiński Basket Piła
Klub Sportowy Basket Piła – drużyna koszykarska z siedzibą w Pile, biorąca udział w rozgrywkach II ligi polskiej w koszykówce. Klub został założony w 2008 roku i od tamtego czasu nieprzerwanie występuje w rozgrywkach ogólnopolskich. Do sezonu 2011/2012 drużyna występowała pod nazwą Klub Sportowy Basket Piła. Od początku sezonu 2012/2013, w związku z pozyskaniem sponsora strategicznego drużyna zmieniła nazwę na Klub Sportowy Stawiński Basket Piła.

## Historia
Historia powstania Klubu Basket Piła rozpoczęła się w 2006 roku. Wtedy po pierwszej edycji Turnieju Streetball Piła o Puchar Prezydenta Zbigniewa Kosmatki rozpoczęły się pierwsze rozmowy i spekulacje na temat powstania klubu koszykarskiego w Pile. Przed powstaniem Klubu odbyły się kolejne edycje Streetball Piła 2007, Streetball Piła 2008 – Winter Edition oraz Streetball Piła 2008 – Summer Edition. W każdej kolejnej edycji w turniejach brało udział coraz więcej uczestników, zaczynając od 2006 roku – 24 zespoły, 2007 – 40 zgłoszonych drużyn, 2008 Winter Edition – 50, a Turniej Streetball Piła 2008 Summer Edition zgromadził na Placu Staszica aż 64 zespoły co dało ogólną liczbę przekraczającą 250 uczestników.
30 czerwca został złożony wniosek Komitetu Założycielskiego KS Basket Piła do Starosty Pilskiego. Klub Sportowy Basket Piła został wpisany do Ewidencji Stowarzyszeń Kultury Fizycznej 4 lipca 2008 roku, przez Starostę Pilskiego Tomasza Bugajskiego. 15 sierpnia 2008 zostało zorganizowane pierwsze spotkanie członków założycieli z przyszłymi zawodnikami KS Basket Piła, jak również z osobami chętnymi do trenowania w szkółkach młodzieżowych Basketu.
Drugie i ostatnie spotkanie odbyło się dnia 29 sierpnia, wtedy właśnie oficjalnie podjęto decyzję o zgłoszeniu i wystartowaniu zespołu seniorów w III Polskiej Lidze Koszykówki woj. Wielkopolskiego. Zapadła również decyzja o utworzeniu młodszych kategorii wiekowych KS Basket Piła, mianowicie: kat. Młodzik i Kadet chłopców, kat. Kadet i Junior dziewcząt, kat. Junior i Junior Starszy chłopców.
28 września 2008 KS Basket Piła rozegrał swoje inauguracyjne spotkanie w III lidze z zespołem UKKS Leszno 2000.

### Sezon 2009/2010
Basket rozpoczynając drugi sezon w III lidze miał za przeciwników: STK Szczecin, Rawię Rawicz, Polonię Leszno, MKS MOS Konin, Sokół Międzychód, Gromy Nowy Tomyśl, Pyrę Poznań, Obrę Kościan, Tarnovię Tarnowo Podgórne oraz MKK Gniezno. Bilans w sezonie zasadniczym wynosił 15-5. Drużyna zajęła drugie miejsce w MLS za Obrą Kościan. Półfinały baraży o II ligę zostały zorganizowane na hali PWSZ w Pile. Brały w nich udział: Basket Piła, UKS Ósemka Wejherowo, Mon-Pol Płock i Domino Inowrocław. Pilska drużyna awansowała do finału z bilansem 2-1 (wygrane 102-59 z UKS Ósemka Wejherowo, 88-81 z Domino Inowrocław, przegrana 72-81 z Mon-Polem Płock). Finał baraży o II ligę również odbył się w Pile. W barażu wzięły udział: Basket Piła, Obra Kościan, Mon-Pol Płock oraz KK Świecie. Po porażce z Obrą Kościan 55-75, nadszedł czas na historyczny wyczyn Łukasza Krzemińskiego, który w meczu z Mon-Polem Płock zdobył 34 punkty, w tym 9 punktów (3 na 3 zza linii 6,75) w ciągu ostatniej minuty, co dało zwycięstwo 82-80. Ostatni mecz, który przypieczętował awans do II ligi Basket wygrał z KK Świecie 82:73.
Skład drużyny: Maciej Tutlewski, Tomasz Pochylski, Rafał Kajuth, Łukasz Krzemiński, Grzegorz Przewoźniak, Rafał Cierpiszewski, Maciej Pasieka, Arkadiusz Urbaś, Marcin Knitter, Rafał Justynowicz, Patryk Kin, Marcin Zając, Mateusz Rudnik, Kamil Kwiatkowski, Adrian Glugla

### Sezon 2010/2011
Pierwszym trenerem w debiutanckim sezonie II ligi został Marcin Grocki, a drużynę wzmocnili Grzegorz Jankowski (Spójnia Stargard Szczeciński), Paweł Poliwka (KK Świecie) oraz Marcin Kubacki (KK Świecie). Debiut w II lidze nastąpił 25 września 2010, kiedy to Basket na własnej hali podejmował SIDEn Toruń, przegrywając jednak 66-88. Pierwsze zwycięstwo odniósł 16 października 2010 pokonując na wyjeździe SMS Władysławowo. 20 stycznia 2011 zadecydowano o zmianie szkoleniowca pilskiej drużyny. Nowym trenerem został Nikołaj Tanasejczuk, Marcin Grocki został jego asystentem. Do drużyny dołączyli również: doświadczony skrzydłowy Łukasz Chelis oraz młody rozgrywający Kamil Stężewski. Mimo zmian w zespole, Basket spadł z ligi, legitymując się stosunkiem 6-20. (wygrane-przegrane)
Najlepszym strzelcem w sezonie był Łukasz Krzemiński (średnia 15 PPG), w gronie najlepszych asystujących można było znaleźć Grzegorza Jankowskiego (średnia 4,9 APG), a najlepszym zbierającym był Łukasz Krzemiński (średnia 6,4 RPG)
Skład drużyny: Grzegorz Przewoźniak, Łukasz Chelis, Łukasz Krzemiński, Tomasz Pochylski, Mateusz Rudnik, Marcin Zając, Maciej Tutlewski, Arkadiusz Urbaś, Rafał Kajuth, Rafał Cierpiszewski, Grzeogrz Jankowski, Marcin Knitter, Kamil Stężewski, Paweł Poliwka 

### Sezon 2011/2012
Trenerem drużyny po spadku z II ligi został ponownie Andrzej Czyż. Drużyna Basketu udanie rozpoczęła sezon, pokonując pewnie BM Kobylin. 20 grudnia 2011 roku, po porażce z Tarnovią Tarnowo Podgórne z pracy z Basketem zrezygnował trener Czyż. Na jego miejsce zatrudniono byłego trenera Rosy Radom - Piotra Ignatowicza. Drużyna dowodząca przez młodego szkoleniowca pewnie wygrała ligę, kończąc ją w stosunku 19-3 (wygrane-przegrane).
Drużyna uczestniczyła w barażach o awans do II ligi z zespołami Legia Warszawa, UKS Kielno oraz Noteć Inowrocław. Ostatecznie Basket nie uzyskał promocji do II ligi, przegrywając mecze z UKS Kielno 70-86, Legią Warszawa 55-56 oraz wygrywając z Notecią Inowrocław 88-83.
Po sezonie Zarząd Klubu poinformował o zakupieniu dzikiej karty na uczestnictwo Basketu w rozgrywkach II ligi mężczyzn.
Skład drużyny: Grzegorz Przewoźniak, Łukasz Chelis, Łukasz Krzemiński, Piotr Ignatowicz, Tomasz Pochylski, Mateusz Rudnik, Marcin Zając, Maciej Tutlewski, Arkadiusz Urbaś, Rafał Kajuth, Rafał Cierpiszewski, Paweł Ludynia, Paweł Kłodziński, Grzegorz Jankowski, Mateusz Frąckowski, Łukasz Barański, Marek Iwanowicz

### Sezon 2012/2013
Na początku sezonu, w związku z pozyskaniem sponsora strategicznego, drużyna po raz pierwszy w historii zmieniła nazwę. Jako Stawiński Basket Piła klub pozyskał zawodników o uznanych nazwiskach jak Karol Michałek, Zbigniew Malinowski czy Bartosz Pochocki. Mimo wzmocnień drużyna prowadzona przez trenera Janusza Wierzbickiego zakończyła rozgrywki z ujemnym bilansem spotkań: 8 zwycięstw i 10 porażek, co dało jej jedynie siódme miejsce w tabeli drugiej ligi. Współpraca ze sponsorem strategicznym, czyli Piotrem Stawińskim, zakończyła się przed kolejnymi rozgrywkami.

### Sezon 2013/2014
W sezonie 2013/2014 Basket Piła występował w drugiej lidze koszykówki. Początkowo zespół był prowadzony przez Wojciecha Zeidlera, jednak 19 grudnia 2013 roku rozwiązano z nim kontrakt. Na początku stycznia 2014 roku na stanowisko pierwszego trenera zakontraktowano Grzegorza Chodkiewicza. W rundzie zasadniczej drużyna rozegrała łącznie 22 spotkania, wygrywając 6 z nich i doznając 16 porażek. W efekcie Basket zajął jedenaste miejsce w tabeli i spadł z ligi. Decyzją Polskiego Związku Koszykówki pilski klub otrzymał jednak zaproszenie do występów w kolejnym sezonie w tej samej klasie rozgrywkowej. Władze klubu przyjęły propozycję.

### Sezon 2014/2015
W sezonie 2013/2014 Basket Piła ponownie przystąpił do rozgrywek w drugiej lidze koszykówki. Trenerem zespołu pozostał Grzegorz Chodkiewicz, który skład musiał oprzeć w dużej mierze na zawodnikach urodzonych w Pile lub mieszkających w tym mieście. Jedynym zawodnikiem sprowadzonym przed sezonem spoza regionu pilskiego jest Patryk Bielecki.
Skład drużyny: Grzegorz Przewoźniak, Łukasz Krzemiński, Tomasz Pochylski, Mateusz Rudnik, Marcin Zając, Paweł Ludynia, Grzegorz Jankowski, Maciej Pasieka, Marcin Uliczka, Bartłomiej Lipiński, Kacper Żebrowski, Bartosz Rajewicz, Konrad Gaweł, Patryk Bielecki.

## Władze klubu
- Prezes - Przemysław Pochylski
- Wiceprezes - Bartosz Bober
- Dyrektor ds. sportowych – Tomasz Pochylski

Osoby funkcyjne
- Sekretarz - Aleksandra Pochylska
- Kierownik drużyny - Tomasz Pochylski
- Kierownik techniczny - Dominik Tomaszewski

## Hala
W sezonie 2008/2009 oraz 2009/2010 Basket swoje spotkania rozgrywał na hali PWSZ w Pile, która mogła pomieścić 300 osób. Od 2010 roku Basket rozgrywa swoje spotkania na Hali sportowo-widowiskowej MOSiR, która może pomieścić 1500 osób. 

## Kadra

### Kadra 2014/2015
| Numer | Kraj   | Imię i nazwisko      | Wzrost | Rok urodzenia | Pozycja          |
| 5     | Polska | Patryk Bielecki      | 166    | 1990          | rozgrywający     |
| 6     | Polska | Konrad Gaweł         | 183    | 1998          | rzucający        |
| 7     | Polska | Grzegorz Jankowski   | 183    | 1988          | rozgrywający     |
| 10    | Polska | Łukasz Krzemiński    | 200    | 1980          | silny skrzydłowy |
|       | Polska | Bartłomiej Lipiński  | 200    | 1993          |                  |
| 11    | Polska | Paweł Ludynia        | 196    | 1982          | silny skrzydłowy |
| 8     | Polska | Maciej Pasieka       | 198    | 1991          | rozgrywający     |
| 15    | Polska | Tomasz Pochylski     | 186    | 1983          | rzucający        |
| 12    | Polska | Grzegorz Przewoźniak | 191    | 1982          | niski skrzydłowy |
| 4     | Polska | Bartosz Rajewicz     | 198    | 1995          |                  |
| 10    | Polska | Mateusz Rudnik       | 202    | 1992          | środkowy         |
| 9     | Polska | Marcin Uliczka       | 188    | 1994          | rzucający        |
| 13    | Polska | Marcin Zając         | 192    | 1990          | silny skrzydłowy |
| 12    | Polska | Kacper Żebrowski     | 170    | 1998          | rozgrywający     |
| ----- | ------ | -------------------- | ------ | ------------- | ---------------- |